# Rio Negro (Amazonas)
A Rio Negro (portugálul: Rio Negro, spanyolul: Río Negro) egy folyó Dél-Amerikában, Kolumbia, Venezuela, valamint Brazília területén. Az Amazonas legnagyobb bal oldali mellékfolyója.

## Jellemzői
A Rio Negro (a Casiquiare torkolatáig Guaínia a neve) forráságai az Imeri-hegységben erednek. A folyó Amazonas államban, Brazília területén található Manaus városánál torkollik az Amazonas folyóba.
Legnagyobb mellékfolyói a Casiquiare, Içana, Vaupés, Marié, Demini, Rio Branco és a Jauaperi. A Rio Negro vize a sok kilúgozott humusz és tőzeg következtében általában sötét színű. A folyó hosszúsága körülbelül 2250 kilométer.
Vízgyűjtő területe mintegy 720 114 km². Átlagos vízhozama Manausnál (1977-2007) 35 943 m3/s.1 Archiválva 2021. szeptember 15-i dátummal a Wayback Machine-ben
Portugál és spanyol nevének jelentése fekete folyó.